# Pierre Vinour
Né à Limoges, Pierre Vinour est un réalisateur, scénariste, musicien et producteur français. Il a fondé ou cofondé les sociétés de production Lou Films, Lou Films Production et Les Enragés.

## Biographie
C’est la pratique de la musique qui le mène à la réalisation d'une quinzaine de films expérimentaux dans les années 1980.
En parallèle, il suit des études consacrées au cinéma et musique expérimentaux ainsi qu'au scénario à l’Université de Paris I Sorbonne (Institut d'Art et d'Archéologie et Centre d'Art Plastique St Charles).
Il obtient un DEA avant d'entamer une thèse consacrée au rôle économique du scénario. 
Il fonde une société, Lou Films production qui devient Les Enragés, avec laquelle il a réalisé et/ou produit une trentaine de courts métrages et cinq longs métrages remarqués en festivals.
Créée en 1998, gérée par Philippe Vuitteney et animée par Pierre Vinour et Aurélie Bordier depuis 2003, la société Les Enragés se donne pour vocation de produire des réalisateurs qui proposent un point de vue singulier sur le monde à travers une démarche exigeante, moderne et innovante, animés par le souci permanent que le film trouve sa forme propre et son public. La société a ainsi été amenée à produire tant des courts et longs métrages de fiction ou documentaires que des œuvres multimédias ou expérimentales.
À partir de 1990 et le désormais culte Paris-Marseille, Pierre Vinour réalise plusieurs courts métrages qui sont beaucoup sélectionnés en festivals français et internationaux, et largement diffusés sur les TV de France et à l'Étranger : Le Volcan (1991), Ka (1991), Les Scorpions (1994), L'Otage (1998-2005).
En 2000, Pierre Vinour réalise un court métrage remarqué, Millevaches [Expérience], qui obtient deux Lutins et plusieurs prix en festivals, dont celui de Clermont-Ferrand, ainsi qu'une nomination aux César 2002. 
En 2003, sort son premier long métrage Supernova [Expérience n°1]  avec Philippe Nahon, Catherine Wilkening et Clément Sibony dans les rôles principaux et Eric Weber comme directeur de la photographie.
Après plusieurs festivals internationaux, le film ressortira en 2005. C'est sans doute un des premiers, si ce n'est le premier, films français à très petit budget (12.000€) et monté sur Final Cut pro 1.2 à être sorti en salles grâce à la Région Limousin et le CNC (Avance sur Recettes après réalisation).
De 2006 à 2008, au Musée d'Art Roger-Quilliot de Clermont-Ferrand puis à L'Espace Paul Ricard de Paris et à Travers vidéo Toulouse, il expose Éléments, une installation vidéo consacrée aux éléments naturels à travers des images et des sons captés sur un territoire qui l'inspire : le plateau de Millevaches. Il en compose la bande-son avec Richard Escola et Côme Jalibert.
En 2008, il réalise un court métrage sur le malaise adolescent, Un ange passe primé en festivals et diffusé sur Arte l'année suivante.
Son second long métrage, Magma, tourné dans les régions d'Auvergne et du Limousin sort en 2010 après une sélection remarquée au Festival de Busan (Corée du Sud). Le casting est composé de Mehdi Nebbou, Natacha Régnier, Arly Jover et Aurélien Recoing.
En parallèle, au sein des Enragés, avec Aurélie Bordier, il produit ou coproduit des courts métrages dont ceux du scénariste de ses deux premiers longs, Pascal Mieszala L'Enfant borne (2007) et Chair disparue (2009), tous deux primés en festivals et sélectionnés à Clermont-Ferrand, Emily la princesse de Catherine Wilkening (2004), L'Avenir c'est aujourd'hui de Anne Zinn-Justin (2012), Éloge (2005) et Longue distance (2013) de Valérie Boucher, Les 1000 vaCChes de Fabrice Marquat (2014), Les Invisibles de Akihiro Hata (2015)…
Il réalise des vidéos musicales pour Nörd, Zone libre, Verb", Tindersticks…  Ainsi que des longs métrages de fictions ou documentaires en coproduction européenne dont Couple in a Hole (Sauvages) qui rafle tous les prix au Festival du Film Britannique de Dinard 2016, ainsi que la comédie Vincent et la Fin du Monde avec Alexandra Lamy, en attente de sortie française. Après Sans Adieu du photographe Christophe Agou, il met fin à ses activités de producteur, lui qui s'est toujours considéré comme « un réalisateur qui fait de la production ». Il finit le film après le décès du réalisateur. Le film est sélectionné à l'ACID Cannes 2017 avant sa sortie nationale le 25 octobre de la même année.
Désormais, Pierre Vinour se consacre à l'écriture de nouveaux projets de longs métrages ou musicaux.
Parfois sous le nom de Josh Castagnier, il a des activités de musicien (claviers, batterie, compositions) avec notamment le groupe Nörd.
Il signe lui-même la musique de son nouveau court métrage Bivouac sorti en octobre 2015. Plusieurs projets de musique de films pour d'autres réalisateurs sont en cours.
Actuellement, il développe plusieurs projets de longs métrages pour lesquels désormais il cherche des producteurs : Pyromane, un thriller fantastique, Boréal, un thriller d'anticipation et Maquis, film de guérilla inspiré par l'histoire de l'instituteur communiste Georges Guingouin, premier Français résistant à prendre le maquis en avril 1941. Comme souvent, là encore, sur les deux derniers projets, il bénéficie du soutien à l'écriture et au développement de la Région Limousin.

## Filmographie (réalisateur)
- Années 1980 : Une quinzaine de films expérimentaux
- 1990 : Paris-Marseille, court métrage sélectionné par 31 festivals français et étrangers dont celui de Clermont-Ferrand.
- 1991 : Le Volcan (rituel), court métrage sélectionné par 10 festivals français et étrangers dont celui de Clermont-Ferrand.
- 1991 : Ka, court métrage sélectionné par 16 festivals français et étrangers.
- 1994 : Les Scorpions, court métrage sélectionné par 14 festivals français et étrangers dont celui de Clermont-Ferrand.
- 2000 : Millevaches Expérience, court métrage nommé aux César sélectionné par 42 festivals français et étrangers (prix à Clermont-Ferrand, 2 Lutins).
- 2003 : Supernova (Expérience #1), long métrage coécrit avec Pascal Mieszala, Philippe Nahon, Catherine Wilkening, Clément Sibony
- 2005 : L'Otage, court métrage sélectionné par onze festivals français et étrangers.
- 2006 : Éléments, installation vidéo présentée au musée des Arts de Clermont-Ferrand, au Némo Espace Paul Ricard, à la Traverse de Toulouse.
- 2009 : Un ange passe, court métrage sorti en février 2009[2].
- 2010 : Magma, long métrage coécrit avec Pascal Mieszala, avec Mehdi Nebbou, Natacha Régnier, Arly Jover et Aurélien Recoing.
- 2015 :  Bivouac, court métrage sorti en octobre 2015.

## Filmographie (producteur)
Outre ses propres films, Pierre Vinour a produit avec Aurélie Bordier et Les Enragés :
- 2004 : Émily La Princesse, court métrage réalisé par Catherine Wilkening, avec Lubna Gourion, Marianne Viard et Marc Chapiteau.
- 2005 : Éloge, court métrage réalisé par Valerie Boucher
- 2005 : Les Lueurs diffuses, court métrage réalisé par Valentin Baillet.
- 2007 : L'Enfant borne, court métrage écrit et réalisé par Pascal Mieszala, avec Gautier Van Lieshout, Eric Chevaleyre, Valérie Blanchon, Jean-François Garreaud et Laurence Roy.
- 2011 : Chair disparue, court métrage écrit et réalisé par Pascal Mieszala
- 2012 : L'Avenir c'est aujourd'hui, court métrage écrit et réalisé par Anne Zinn-Justin prod. MSVP
- 2013 : Longue distance, court métrage écrit et réalisé par Valérie Boucher
- 2014 : Les 1000 vaCChes, moyen métrage documentaire écrit et réalisé par Fabrice Marquat
- 2015 : Les Invisibles, court métrage écrit et réalisé par Akihiro Hata prod. MSVP
- 2015 : Couple in a Hole (Sauvages), long métrage écrit et réalisé par Tom Geens avec Paul Higgins, Kate Dickie (Bafta de la Meilleure Actrice dans son rôle)
- 2016 : Vincent et La fin du Monde, long métrage de Christophe Van Rompaey, avec Alexandra Lamy
- 2017 : Sans adieu, long métrage documentaire de Christophe Agou, sélectionné à l'ACID Cannes